# Капрелян, Тамар
Тамар Капрелян (англ. Tamar Kaprelian з.-арм. Թամար Գաբրիէլեան; род. 28 октября 1986, Скотсдейл, Аризона) — армяно-американская певица, автор песен и филантроп. Начала карьеру в 2008 году, после победы на конкурсе каверов, организованном группой OneRepublic, исполнив песню «Apologize». После победы Райан Теддер познакомил её с руководителями лейбла Interscope Records, с которым она подписала контракт. В 2010 году выпустила свой дебютный студийный альбом Sinner or a Saint на Interscope Records.
В 2015 году была выбрана Общественной телекомпанией Армении (ARMTV) для представления Армении на конкурсе песни «Евровидение-2015» в составе группы Genealogy с песней «Face the Shadow», заняв шестнадцатое место. Позже попыталась представить Армению на конкурсе песни «Евровидение-2018» в качестве сольной исполнительницы, участвуя в национальном отборе с песней «Poison (Ari Ari)», но выбыла в полуфинале.
Помимо музыки, также основала фонд Nvak Foundation — организацию, занимающуюся продвижением молодых армянских певцов, авторов песен и музыкантов.

## Ранний период жизни
Родилась под именем Тамар Мардиросян в Скотсдейле, штат Аризона, в семье Аведиса и Сильвы Мардиросян (урожденной Капрелян). Её родители армянского происхождения и иммигрировали в США из Великобритании. Её прабабушка и прадедушка были из Западной Армении. Росла в штатах Джорджия и Калифорния, была прихожанкой в Армянской Апостольской Церкви.

## Карьера

### 2008—2014: Начало карьеры
В 2008 году начала карьеру, после победы в конкурсе каверов песни «Apologize», организованном группой OneRepublic. После победы подписала контракт с лейблом Interscope Records при содействии Райана Теддера. В 2009 году выпустила свой дебютный сингл «New Day», который достиг 37-го места в Adult Top 40. Её дебютный студийный альбом Sinner or a Saint был выпущен в следующем году через Interscope Records и спродюсирован Wax Ltd. В июне 2012 года выпустила свой дебютный мини-альбом California.

### 2015-настоящее время
В 2015 году была выбрана армянским вещателем Общественной телекомпанией Армении (ARMTV) в качестве американского представителя в армянской супергруппе Genealogy вместе с французско-армянским певцом Эссаи Алтуняном, эфиопско-армянским певцом Ваге Тилбяном, японско-армянской певицей Стефани Топалян, австралийско-армянской певицей Мэри-Жан О’Доэрти и армянской певицей Ингой Аршакян. Группа исполнила песню «Face the Shadow» во время первого полуфинала конкурса песни «Евровидение-2015» в Вене и вышла в финал. В итоге они заняли шестнадцатое место в финале и распались вскоре после конкурса. После конкурса она выпустила сингл «The Otherside», в котором приняли участие приглашенные вокалисты Эльхаида Дани, Элина Борн, Мария-Елена Кириаку и Стефани Топалян, все из которых также участвовали в конкурсе песни «Евровидение-2015».
В феврале 2017 года выпустила кавер-версию армянской народной песни «Sareri hovin mernem» с предпринимателем и певицей Ларисой Ованнисян. Песня была спродюсирована DerHova и Беном Муди. В октябре 2017 года выпустила кавер-версию другой армянской народной песни «Noubari boye».
В 2018 году объявила о своём участии в армянском национальном отборе на конкурс песни «Евровидение-2018» с песней «Poison (Ari Ari)». Песню написали Тамар Капрелян, DerHova, Себу Симонян и студенты из ей организации Nvak Foundation. Художественное выступление на сцене будет организовано Артуром Гурунляном. Песня была выпущена 15 января 2018 года. Участвовала в первом полуфинале 19 февраля 2018 года, но не прошла в финал.
Стала соавтором песни Розы Линн «Snap», которая представляла Армению на конкурсе песни «Евровидение-2022», где она заняла 20-е место. «Snap» стала вирусной песней на TikTok после конкурса и вошла в национальные чарты многих стран.

### Благотворительность
В 2016 году основала организацию Nvak Foundation, базирующуюся в Ереване и занимающуюся развитием музыкальных талантов у молодых армянских певцов, авторов песен и музыкантов. Организация планировала открыть филиал в Иерусалиме в сентябре 2018 года.

## Личная жизнь
Стала гражданкой Армении 28 апреля 2015 года после того, как президент Серж Саргсян выдал ей паспорт гражданина Армении. В мае 2016 года окончила в обществе Phi Beta Kappa Колумбийский университет, получив степень по английской литературе. Вышла замуж за американского предпринимателя Криса Стэнга в Нормандии в октябре 2016 года.

## Дискография

### Студийные альбомы
| Название          | Подробности                                                                                       |
| ----------------- | ------------------------------------------------------------------------------------------------- |
| Sinner or a Saint | - Выпущен: 23 августа 2010 - Лейбл: Interscope Records - Форматы: CD, цифровая загрузка, стриминг |

### Мини-альбомы
| Название      | Подробности                                                                                        |
| ------------- | -------------------------------------------------------------------------------------------------- |
| California    | - Выпущен: 19 июля 2012 - Лейбл: Universal Production Music - Форматы: цифровая загрузка, стриминг |
| Yours to Keep | - Выпущен: 19 мая 2015 - Лейбл: Universal Production Music - Форматы: цифровая загрузка, стриминг  |

### Синглы
| «New Day»                                                                                       | 2009 | 37 | Sinner or a Saint    |
| «The Otherside» (вместе с Эльхаидой Дани, Элиной Борн, Марией-Эленой Кириаку и Стефани Топалян) | 2015 | —  | Синглы не в альбомах |
| «Sareri hovin mernem» (вместе с Ларисой Ованнисян)                                              | 2017 | —  | Синглы не в альбомах |
| «Noubari boye»                                                                                  | 2017 | —  | Синглы не в альбомах |
| «Poison (Ari Ari)»                                                                              | 2018 | —  | Синглы не в альбомах |
| «—» когда не были выпущены в данной стране или не попали в чарты.                               |      |    |                      |

## Награды и номинации
| Год  | Награда                                 | Категории                        | Город        | Результат |
| ---- | --------------------------------------- | -------------------------------- | ------------ | --------- |
| 2016 | Панармянская премия в сфере развлечений | Лучшая певица армянской диаспоры | Лос-Анджелес | Победа    |